# Agostino Campi
Agostino Campi (Foligno, 20 ottobre 1903 – Roma, 10 febbraio 1961) è stato un editore italiano.
Figlio di Giuseppe Campi, tipografo  folignate attivo dalla fine dell’Ottocento, continua l’opera paterna nel campo dell’editoria popolare.
Editore dell’almanacco  Barbanera e dei celebri "fattacci", lega il suo nome soprattutto alla produzione musicale della  Campi, con la pubblicazione di canzonieri e fogli volanti contenenti i testi delle canzoni diffuse alla radio e alla televisione e presentate nei principali festival canori italiani.
Nel 1952 fonda la rivista “Sorrisi e canzoni d’Italia”, poi “TV Sorrisi e canzoni”, alla quale lavorerà nella doppia veste di editore e primo direttore. Nel 1957 dà alle stampe il mensile "Settenote".